# Platythelys
Platythelys es un género de orquídeas perteneciente a la subfamilia Orchidoideae dentro de la familia Orchidaceae. Se encuentra en los trópicos y subtrópicos de América.  Comprende 16 especies descritas y de estas, solo 13 aceptadas.

## Taxonomía
El género fue descrito por Leslie A. Garay y publicado en Bradea 2: 196 (1977).
Etimología
Platythelys: nombre genérico que  proviene del griego πλαθύς plathys = "aburridos, plano", y θῆλυς thelys = "femenina", en referencia al rostellum de sus flores, amplio y plano.

## Especies  dePlatythelys
A continuación se brinda un listado de las especies del género Platythelys aceptadas hasta mayo de 2011, ordenadas alfabéticamente. Para cada una se indica el nombre binomial seguido del autor, abreviado según las convenciones y usos y la publicación válida.
- Platythelys alajuelae Ormerod, Harvard Pap. Bot. 11(2): 174 (2007).
- Platythelys debilis (Lindl.) Garay, Bradea 2: 197 (1977).
- Platythelys maculata (Hook.) Garay, Bradea 2: 197 (1977).
- Platythelys mayoriana (Kraenzl.) Garay, Bradea 2: 197 (1977).
- Platythelys pachysepala Ormerod, Harvard Pap. Bot. 11(2): 176 (2007).
- Platythelys paranaensis (Kraenzl.) Garay, Bradea 2: 197 (1977).
- Platythelys peruviana Garay, Bot. Mus. Leafl. 26: 24 (1978).
- Platythelys platensis (Hauman) Garay, Bradea 2: 197 (1977).
- Platythelys querceticola (Lindl.) Garay, Bradea 2: 197 (1977).
- Platythelys sagraeana (A.Rich.) Garay, Bradea 2: 197 (1977).
- Platythelys schlechteriana (Hoehne) Garay, Bradea 2: 198 (1977).
- Platythelys vaginata (Hook.) Garay, Bradea 2: 198 (1977).
- Platythelys venustula (Ames) Garay, Bradea 2: 198 (1977).